# Encadenada
Encadenada é uma telenovela mexicana, produzida pela Televisa e exibida em 1962 pelo Telesistema Mexicano.

## Elenco
- José Gálvez
- Ofelia Guilmáin
- Andrea Palma
- Guillermo Murray